# Killzone Najemnik
Killzone Najemnik – gra akcji z widokiem z perspektywy pierwszej osoby, jest to piąta część serii Killzone. Tytuł wyprodukowany został przez studio Guerrilla Cambridge z myślą o technicznych możliwościach konsoli PlayStation Vita. Gracz wciela się w rolę najemnika podejmującego się wykonywania płatnych misji, które najczęściej wymagają wyeliminowania sporej liczby przeciwników.

## Rozgrywka
Akcja gry osadzona została w świecie przyszłości, w którym toczy się wojna pomiędzy galaktycznym sojuszem ISA a Imperium Helghan. Gracz wciela się w rolę najemnika, świadczącego usługi dla obu stron konfliktu. Jego zadaniem jest wykonywanie misji (kontraktów), za które otrzymuje wynagrodzenie.
Rozgrywka w Killzone Mercenary polega przede wszystkim na planowaniu (wybór uzbrojenia, dobór zespołu itp.), a następnie przeprowadzaniu akcji. Ważnym elementem zabawy są pieniądze zdobywane za każdego zabitego przeciwnika oraz wykonane zadania. Pozwalają one na zakup nowych rodzajów broni czy wynajęcie bardziej utalentowanych najemników.

## Gra wieloosobowa
W grze wieloosobowej do wyboru jest sześć map i trzy tryby. W rozgrywce może uczestniczyć maksymalnie 8 osób (po cztery w każdej drużynie).